# بوبروبيون/زونيساميد
بوبروبيون / زونيجران (بالإنجليزية: Bupropion/zonisamide)‏ اسمه التجاري هو  ايمباتيك  (بالإنجليزية: Empatic)‏؛ وهو مزيج من الأدواية التجريبية لمعالجة السمنة. يجري تطويره من قبل شركة اوركسيجن الدوائية( Orexigen Therapeutics).مر في المرحلة الثانية من الاختبارات. وهو في الانتظار للمرحلة الثانية اختبار أن تبدأ. يتكون البوبروبيون/زونيجران من مزيج من اثنين من الأدوية والوصفات الطبية المعتمدة من قبل هيئة الغذاء والدواء الأمريكية (FDA) . وتمزج معا لكي تنتج علاج لمعالجة زيادة الوزن.
كان العقار يسمى ايمباتيك ايكسكاليا (Empatic Excalia), قبل ان يتم تغيير اسمه.